# Castrop-Rauxel Hauptbahnhof
Castrop-Rauxel Hauptbahnhof – stacja kolejowa w Castrop-Rauxel, w kraju związkowym Nadrenia Północna-Westfalia, w Niemczech. Stacja posiada 2 perony.
| Castrop-Rauxel Hbf                |  |                  |
| Linia Duisburg Hbf - Dortmund Hbf |  |                  |
| Herne                             |  | Dortmund-Mengede |